# Geh aus, mein Herz, und suche Freud (Mauersberger)
Geh aus, mein Herz, und suche Freud (RMWV 11) ist ein abendfüllendes geistliches Werk des Dresdner Kreuzkantors Rudolf Mauersberger. Es trägt den Untertitel Geistliche Sommermusik und entstand nach Worten der Bibel und Kirchenliedern, wie sie in den evangelischen Gesangbüchern veröffentlicht sind.

## Entstehungsgeschichte
Die Erstfassung des Werks entstand während Mauersbergers Sommerferien vom 3. bis 15. August 1948. Mauersberger schuf es im heimatlichen Mauersberg im Erzgebirge. Der ursprüngliche Titel des Werks war Liturgische Sommermusik.

## Chöre und Instrumente
Das Werk ist für zwei Knabensolostimmen (Sopran und Alt), zwei getrennt aufgestellte gemischte Chöre (vier- bis achtstimmiger Hauptchor auf der Empore, vier- bis sechsstimmiger Altarchor) und Orgel komponiert. Die Altarsänger tragen Kurrendetracht mit weißen Kragen.
Die Aufteilung der Chöre ist ähnlich wie in der Lukaspassion und ansatzweise im Dresdner Te Deum; der Hauptchor trägt die Choräle und der Altarchor die Psalm- und Christusworte vor.

## Aufbau, Inhalt, Musik
Mauersberger hat das siebenteilige Werk als Musik für die evangelische Kirche als Gegenstück zu katholischen Maiandachten geschaffen. Es ist eine „kultische Feier, [...] [in der] das sommerliche Geschehen in der Natur geistlich ausgelegt [wird]“.
Der von Mauersberger bereits 1925 während seiner Eisenacher Zeit vertonte Liedtext von Paul Gerhardts Geh aus, mein Herz, und suche Freud (RMWV 35) ist der geistig-musikalische Grundklang des Werks. Er wird im Introitus strophisch variiert und als Leitmotiv im Orgelvorspiel und -nachspiel sowie im chorischen Schluss-Amen aufgenommen. Die zahlreichen kleinen Lied- und Choralsätze vermitteln das „natürliche [...] und urwüchsige [...] Fluidum des Erzgebirges“. Die wesentliche Elemente der Geistlichen Sommermusik sind Chöre, Lieder und Choräle. Die Chöre sind die liturgische Gliederung des Werks, in den Liedern wird der Sommer gepriesen und in den Chorälen der Schöpfungsgott gerühmt. In den Sätzen II bis IV wird Gottes Wirken aus Sicht des anbetenden Menschen vom Frühsommer bis zur Ernte durch Lieder gerühmt. Die Lieder sind bewusst volkstümlich gehalten, das „Volksliedhafte“ bleibt auch im mehrstimmigen Satz erhalten. Sie entstanden in der Mehrzahl nicht im Jahr 1948, als Mauersberger die Geistliche Sommermusik komponierte, sondern bereits vorher in Eisenach. In den Sätzen V und VI verschiebt sich die Gewichtung von den Liedern auf die Choräle. Mauersberger setzt die Choräle in Sinnzusammenhang mit den Psalmen und Jesusworten, dabei geht es um alttestamentliches Gotteslob und um die Erfüllung der Schöpfung – um Betrachtung und Anbetung. In den Chorälen nutzt Mauersberger die „konventionell-gemäßigte moderne Setzweise“, er lässt aber in die zweiten und nachfolgenden Strophen die volksliedhafte Leichtigkeit einfließen. Die vom Altarchor gesungenen Psalmen und Christusworte ähneln gregorianischen Sequenzen, sie enthalten responsoriale und vier- bis sechsstimmige Abschnitte.
Den liturgischen Abschluss der Geistlichen Sommermusik bilden in Übereinstimmung zum Introitus Vaterunser, Schlusschoral und Orgelnachspiel. Das Vaterunser war für den Kruzianer Peter Schreier (damals Knabenalt) komponiert. Vom Vaterunser ist zudem eine Skizze für gleichstimmigen Chor überliefert und im Werkverzeichnis mit der Nummer 65 aufgeführt; Autograph und allfällige Partiturabschriften sind jedoch verschollen. Der Schweizer Musikwissenschaftler und Chorleiter David Rossel hat eine Vervollständigung auf Basis der Originalfassung für gemischten Chor rekonstruiert und 2022 in Basel mit der Mädchenkantorei Basel sowie dem Ensemble Les Voix uraufgeführt.

## Struktur
Der Aufbau folgt dem Rudolf-Mauersberger-Werke-Verzeichnis.
| RMW 11                                       | Werktitel                                   | Bemerkungen |
| -------------------------------------------- | ------------------------------------------- | --- |
| Teil I. Introitus                            |                                             | |
| 1                                            | Orgelvorspiel                               | |
| 2                                            | Lied: Geh aus, mein Herz, und suche Freud   | auch RMWV 35 |
| 3                                            | Herr, wenn ich dich anrufe                  | |
| 4                                            | Choral: Komm, laß uns gehn                  | Bearbeitung |
| Teil II. Gottes Werk im Frühsommer           |                                             | |
| 5                                            | Ich will nur preisen                        | |
| 6                                            | Lied: Die beste Zeit im Jahr ist mein       | bearbeitet als RMWV 18 Text: Martin Luther |
| Teil III. Gottes Majestät am Firmament       |                                             | |
| 7                                            | Ich machte mich auf                         | |
| 8                                            | Choral: Majestätisch Wesen                  | Bearbeitung Text: Gerhard Tersteegen, weise aus Johann Michael Müllers Psalm- und Choralbuch 1719 bearbeitet als RMWV 100, RMWV 101 und RMWV 265 |
| Teil IV. Wachstum und Ernte                  |                                             | |
| 9                                            | Du machst das Land voll Früchte             | |
| 10                                           | Erntelied: Wir pflügen und wir streuen      | auch RMWV 53 Text: Matthias Claudius |
| Teil V. Litanei und Trost (alttestamentlich) |                                             | |
| 11                                           | Es wartet alles auf dich                    | |
| 12                                           | Choral: O Gott, streck aus, dein milde Hand | Bearbeitung |
| 13                                           | O Gott, dessen Majestät                     | |
| 14                                           | Des Herren Rat ist wunderbarlich            | auch RMWV 43 Text: Jesaja 28, 29 |
| 15                                           | Choral: Wunderanfang, herrlich Ende         | Bearbeitung auch RMWV 43 Text/Melodie: Heinrich Arnold Stockfleth / Johann Löhner bei Johann Balthasar König 1738                                |
| 16                                           | Bescher’ uns Herr das täglich Brot          | |
| 17                                           | Solange die Erde steht                      | |
| 18                                           | Herr, dich rufen wir an                     | |
| 19                                           | Fürchte dich nicht, liebes Land             | |
| 20                                           | Choral: Nichts ist es spät und frühe        | Bearbeitung auch RMWV 43 Text/Melodie: unbekannt 15. Jahrhundert bei Bartholomäus Gesius 1605                                                    |
| Teil VI. Verheißung (neutestamentlich)       |                                             | |
| 21                                           | Darum sage ich euch                         | |
| 22                                           | Choral: Schönster Herr Jesu                 | Bearbeitung |
| 23                                           | Ich bin das Brot des Lebens                 | |
| 24                                           | Choral: Wann wird doch einst erscheinen     | Bearbeitung |
| 25                                           | Siehe, ich sage euch                        | |
| 26                                           | Choral: Nun, komm erwünschtes Leben         | Bearbeitung |
| Beschluß                                     |                                             | |
| 27                                           | Das Vaterunser: Laßt uns beten              | für Knabenaltsolo und achtstimmigen Chor für gleiche Stimmen bearbeitet als RMWV 65 Text: Matthäus 6, 9-13                                       |
| 28                                           | Choral: Es ist so still geworden            | Bearbeitung |
| 29                                           | Orgelnachspiel mit Chor: Amen               | |

## Aufnahmen/Tonträger
- Geh’ aus, mein Herz, und suche Freud’. Eine geistliche Sommermusik für Chor, Solostimmen und Orgel. Johannes Unger (Orgel), Thüringischer Akademischer Singkreis, Wolfgang Unger (Leitung). Thorofon, Wedemark 1995 (DNB 35564651X).
- Rudolf Mauersberger (1889–1971): Geh aus, mein Herz, und suche Freud; Eine Geistliche Sommermusik für zwei Chöre, Soli und Orgel, RMWV 11. Friederike Beykirch (Sopran); Nanora Büttiker (Alt); Markus Kaufmann (Orgel); Singakademie Dresden; Ekkehard Klemm (Leitung). Verlagsgruppe Kamprad 2017 (VKJK 1708).

## Ausgaben
- Rudolf Mauersberger: Geh’ aus, mein Herz, und suche Freud’. Chorsätze aus der „Geistlichen Sommermusik“ (Auswahl). Breitkopf und Härtel, Wiesbaden/Leipzig 1995, ISMN M-004-41180-3.
- Rudolf Mauersberger: Geh aus, mein Herz, und suche Freud (RMWV 11). Geistliche Sommermusik für 2 Solostimmen und gemischten Chor a cappella (teilw. mit Orgel). Herausgegeben von Gerhardt Uhle (Chormusik in Einzelausgaben, VS 6804/01). Strube, München 2014.